# Мерокринові залози

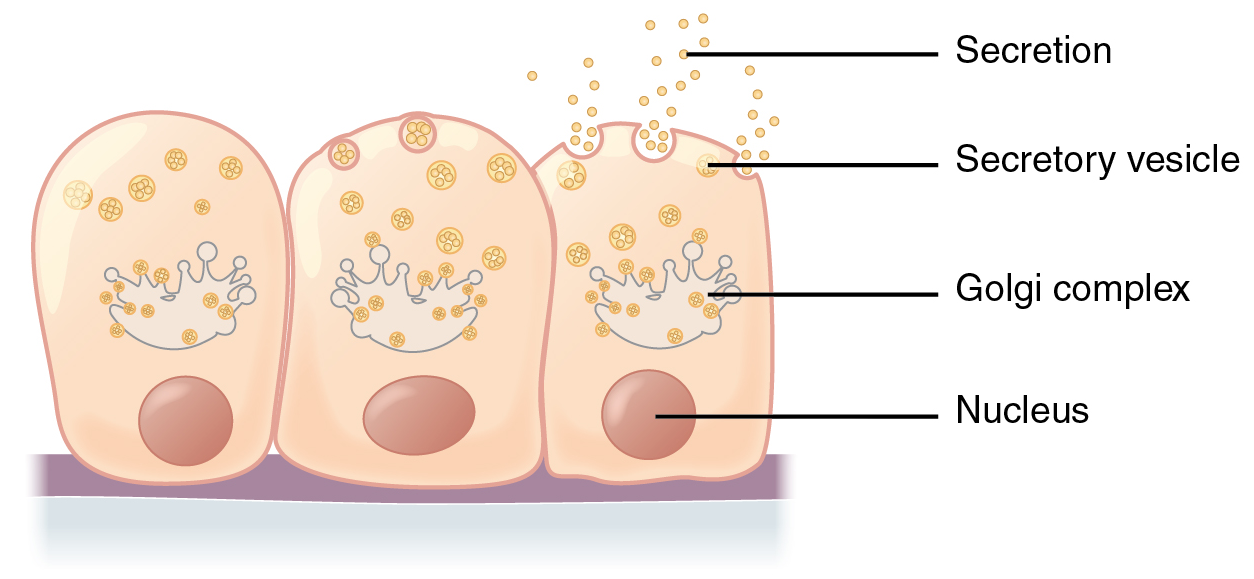
Мерокринна секреція

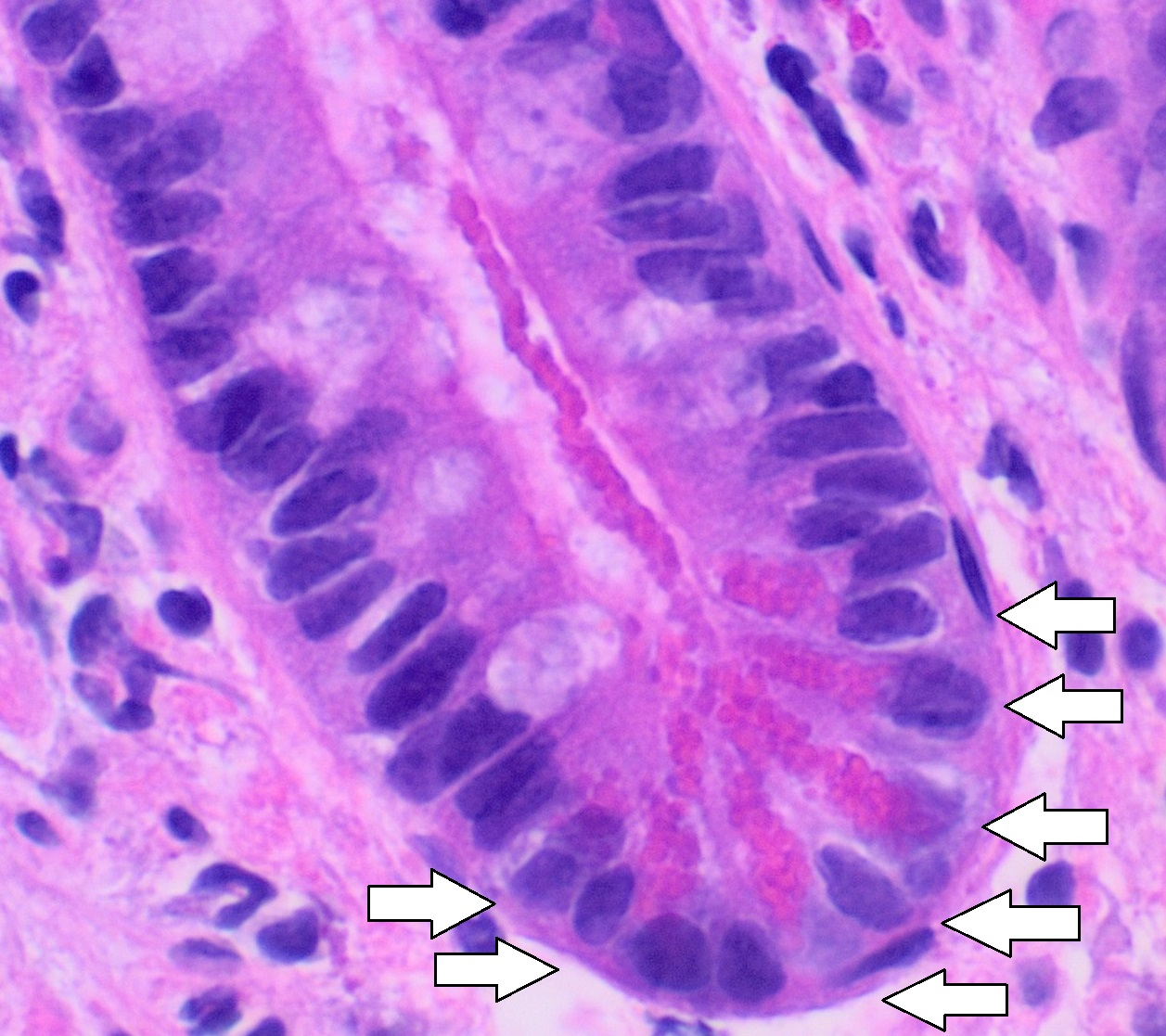
Клітини Панета, розташовані в основі крипт слизової оболонки тонкої кишки, демонструють мерокринну секрецію яскраво-червоних цитоплазматичних гранул. Фарбування гематоксилін-еозином.

Мерокринові залози — це екзокринні залози, у яких клітинний секрет виділяється шляхом екзоцитозу з секреторних клітин у протоку або протоки з епітеліальною стінкою, а потім на поверхню тіла або в просвіт.
Мерокриновий спосіб є найпоширенішим способом секреції. Залоза виділяє свій продукт, і жодна частина залози не втрачається або не пошкоджується, на відміну від апокринового та голокринового типу секреції.
Термін еккрин спеціально використовується для позначення мерокринових виділень з потових залоз, хоча термін мерокрин часто використовується як синоніми. Еккринові потові залози є різновидом мерокринових залоз. Слина, що містить глікопротеїн муцин, є мерокриновим секретом.